# アン・ドゥオン
アン・ドゥオン（クメール語: ព្រះបាទ អង្គ ឌួង / Ang Duong（公式名はPreah Raja Samdach Preah Hariraksha Rama Suriya Maha Isvara Adipati）, 1796年6月12日 - 1860年10月19日）はカンボジア国王（在位：1840年 - 1860年10月19日）。
現在、カンボジア王国憲法では国王に即位する条件として「アン・ドゥオン王、ノロドム王、シソワット王の直系子孫（第14条）」と定められており、カンボジアの近代化を進め、隣国の脅威から国土を守った名君として知られている。

## 生涯
アン・エン王（在位1779～1797年）の四男として生まれた。当時のカンボジアは隣国シャムとベトナム（広南国）からの二重支配を受けていたが、1841年には広南国の後を継いだ阮朝に併合され、アン・メイ女王（在位1834年 - 1840年）は嘉定（ザーディン、現在のホーチミン市）へ、主だった大臣や官吏は富春（現在のフエ）へ連行された。阮朝支配下のカンボジアは、国民の服装や髪形を初め、生活習慣が全てベトナム風に改められ、従わない者は処刑されるほど過酷な干渉を受けていた。
アン・ドゥオンは以前からシャムに滞在しており、16～43歳の27年間をバンコクで過ごした。この間、シャムのモンクット王子（後のラーマ4世）への誕生日プレゼントとして、カンボジアの古代詩 "Vorvong and Sorvong"をタイ語に翻訳するなど、詩人やカンボジア文学者として活動していた。1845年、シャムと阮朝の協議によりカンボジアは主権を回復し、アン・ドゥオンが国王に即位した。即位式は1847年に首都ウドンで挙行された。即位後も、アン・ドゥオン王は絶えずシャムとベトナムの脅威に晒され続けた。
メコン川を境として両国が国土を分断することを危惧していたアン・ドゥオン王は1853年、シンガポールのフランス領事を通じてフランス皇帝ナポレオン3世に保護を求める書簡を送った。しかし、フランス側の手落ちでこの件をシャムに察知されたため、後難を恐れて要請を取り下げた。
アン・ドゥオン王は財政や各制度の近代化整備にも努める一方、国内に寺院を数多く建立した。フランスに接近したことで、後にカンボジアがフランスの保護国となる道を切り開いたとみられることもあるが、結果としてシャムやベトナムの脅威からカンボジアの文化や伝統などのアイデンティティを守ったことになり、現代に続くカンボジア王国の基礎を築いた国王として記憶されている。

## アンコール・ワットの発見
1859年、カンボジアに探検のため入国したフランス人アンリ・ムオは、ウドンでアン・ドゥオン王や息子のノロドム副王に謁見した。その後、探検を続けたムオは1860年1月22日、シェムリアプのジャングルで巨大遺跡を発見した。これがアンコール・ワットである。